# Шабанова, Анна Николаевна
А́нна Никола́евна Шаба́нова (6 [18] марта 1848, дер. Шабаново, Смоленская губерния — 25 мая 1932, Ленинград) — российская женщина-врач. Герой Труда.
Принадлежит первому выпуску (1877) впервые организованных в России женских врачебных курсов при Санкт-Петербургской Императорской медико-хирургической академии. Первая женщина-врач из числа обучавшихся в России, ставшая признанным специалистом в области детских болезней. Одна из основоположников Санкт-Петербургской (Ленинградской) педиатрической школы.
Писательница и общественный деятель. Принадлежит числу наиболее ярких и последовательных пропагандистов женского образования в России. Одна из организаторов и председатель первой официально признанной в России женской общественной организации — «Русское женское взаимно-благотворительное общество».
Потомственная дворянка Смоленской губернии.

## Биография
Детство Анны Шабановой прошло в предместьях Смоленска, в небольшом имении отца — поручика Николая Шабанова. Сведений о семье почти не сохранилось. Известно, что отец умер вскоре после рождения дочери, и её воспитанием занималась мать. Прадед Анны — Александр Шабанов — в молодости был армейским офицером. Выйдя в отставку в чине секунд-майора, с 1773 года уже в статской службе он занимал должность стряпчего Смоленского губернского наместничества.
Начальное образование Анна получила дома, затем в Смоленске училась в закрытом частном пансионе для девочек. После окончания пансиона Анна решила искать пути к продолжению образования. Начала она с того, что в 1865 году в Москве сдала экзамены на аттестат зрелости по программе мужских гимназий (с оценкой знаний латинского языка). Оставшись в Москве, А. Н. Шабанова оказалась вовлечённой в деятельность женской секции ишутинского кружка. Её заботила лишь борьба женщин за право получения высшего образования в России, однако цели кружка и в особенности его
методы оказались куда более радикальными. Не гнушались ишутинцы и терроризма. После неудачного покушения 4 апреля 1866 года члена кружка Дмитрия Каракозова на императора Александра II Анна Николаевна была арестована и 6 месяцев провела в одиночной камере. Никакой существенной вины девушки обнаружено не было, но после освобождения ей было предписано проживать на родине в Смоленске.

Дома А. Н. Шабанова не прекратила попыток добиться своего права на продолжение образования. В июне 1868 года она составила письмо на имя ректора Петербургского университета, под которым подписались 63 её единомышленницы: 
Недавно достигли до нас слухи, что вследствие желания гг. профессоров Петербургского университета читать лекции специально для женщин, были поданы последними просьбы об открытии женского университета. Вполне понимая всю недостаточность образования, получаемого женщинами в существующих учебных заведениях, для приготовления их как к семейной, так и к общественной деятельности, мы спешим присоединить и наше заявление к тем, которые уже поданы вам, и выразить нашу живейшую признательность гг. профессорам за то, что они человечно отнеслись к женскому вопросу. Мы радуемся не за себя, потому, что немногие из нас настолько подготовлены, чтобы могли слушать университетский курс, но радуемся за наше молодое поколение, за женские гимназии и другие учебные заведения, которым дан будет жизненный толчок, вследствие чего постепенное улучшение воспитания женщин совершится быстро и легко.
В 1871 году в виде исключения А. Н. Шабанова была принята на естественный факультет Императорского Александровского университета в Гельсингфорсе. Великое княжество Финляндское оказалось единственным местом в Российский Империи, где женщинам иногда дозволялось получать высшее образование.
Годом позже, в 1872 году в Санкт-Петербурге при Императорской Медико-хирургической академии (МХА) впервые в России были открыты «курсы ученых акушерок» (позже переименованные в «Высшие женские врачебные курсы»). Инициатива принадлежала членам медицинского Совета МХА профессорам Н. И. Козлову, Н. Ф. Здекауэру и А. Я. Красовскому, которым удалось убедить военного министра Д. А. Милютина в целесообразности этой идеи. (В 1876 году курсы были переведены в Николаевский военный госпиталь).
Анна Шабанова поступила сразу на второй курс этих курсов в 1873 году. Ей посчастливилось слушать ведущих профессоров академии. Лекции по детским болезням читал главный врач детской больницы принца Петра Ольденбургского профессор Карл Андреевич Раухфус. Именно он увлек Анну Николаевну педиатрией и сразу после окончания в 1877 году курсов способствовал её зачислению на женские медицинские курсы в качестве своего ассистента.
Став преподавателем, практические занятия по педиатрии со слушательницами врачебных курсов А. Н. Шабанова вела в стенах Николаевского военного госпиталя, где под управлением лейб-педиатра И. П. Коровина успешно функционировало небольшое число детских коек (в 1886 году на их базе И. П. Коровиным было создано отделение для офицерских детей на 20 коек), а также в больнице принца Петра Ольденбургского. Здесь по предложению К. А. Раухфуса она с 1878 года стала работать врачом-экстерном.
После того, как в 1882 году по распоряжению нового военного министра П. С. Ванновского приём на женские врачебные курсы был прекращён и они постепенно прекратили работу, Анна Николаевна продолжила врачебную деятельность в детской больнице, руководимой К. А. Раухфусом. В 1895 году она была назначена штатным врачом отделения для приходящих больных детей, оставаясь в этой должности до последнего дня своей жизни.

Врачебная деятельность А. Н. Шабановой не ограничивалась одной лишь больницей. В 1883 году в Гатчине, в доме, пожертвованном после смерти дочери тайным советником П. М. Ковалевским, она организовала и возглавила лечебницу для хронически больных детей, учрежденную в память девицы Александры Ковалевской (чуть позже вторую такую лечебницу возглавил профессор А. А. Руссов; она называлась Петролюбовской и располагалась в Дегтярном переулке). Бывшая дача П. М. Ковалевского отличалась особым великолепием, о чём в своих «Воспоминаниях» писала княгиня М. В. Волконская:
Дача эта была нарядная игрушка, с маленьким парком, цветником и балконами, полными растений и душистых цветов, т. е. со всей возможной роскошью простоты, развитого вкуса и комфорта.
Четыре года спустя там же в Гатчине в бывшем доме С. П. Боткина, находившемся напротив лечебницы, Анна Николаевна добилась открытия дома попечения для хронических больных детей, которые по различным причинам не могли быть выписаны домой из лечебницы.
В добавление к перечисленному с 1890 года Анна Николаевна стала выполнять обязанности врача в Мариинской женской гимназии (с 1899 года носившей имя принцессы Е. М. Ольденбургской) и одновременно в частной гимназии княгини А. А. Оболенской.
Наконец, в 1897 А. Н. Шабанова оказалась среди учредителей Общества приморских санаторий для хронически больных детей. Войдя в состав Комитета этого общества, в 1900 году она стала главным инициатором организации санатория на 30 мест в окрестностях Виндавы (Курляндская губерния) для детей, больных туберкулёзом.
После Октябрьской революции, а вместе с ней разрушением благотворительности в стране и формальным уравниванием в правах женщин и мужчин, А. Н. Шабанова вынужденно прекратила свою общественную деятельность. С одной стороны, исчез предмет её многолетней борьбы, поскольку в Советской России права женщин и мужчин юридически были полностью уравнены, с другой — под запретом оказалась любая частная инициатива. Анна Николаевна целиком сконцентрировалась на работе в больнице, которая при советской власти стала носить имя своего основателя и первого главного врача К. А. Раухфуса. Обладая огромным опытом организационной работы она продолжала служить старшим врачом отделения для приходящих больных и не претендовала на руководящие посты. После выхода в отставку К. А. Раухфуса, с 1908 года больницей последовательно руководили А. А. Руссов, Ю. П. Серк и Н. И. Лунин. Для каждого из них А. Н. Шабанова всегда оставалась надёжной опорой. Когда в июле 1927 года вышло постановление ЦИК и СНК СССР «О героях труда», то в 1928 году одной из первых в стране именно Анне Николаевне было присвоено это почётное звание.
Анна Николаевна Шабанова скончалась в 1932 году в возрасте 84-х лет и была похоронена на Волковском лютеранском кладбище подле могилы К. А. Раухфуса (XII уч., южный участок Дибичевой дорожки). Несколькими годами позже рядом был похоронен единомышленник Анны Николаевны и четвёртый главный врач больницы — Н. И. Лунин.

### Общественная деятельность и борьба за права женщин в России
Ещё в юные годы, преодолев огромные трудности на пути достижения заветной цели, А. Н. Шабанова уже не могла не продолжить борьбы за права женщин в России.
- Начало было положено, когда вскоре после окончания женских курсов Анне Николаевне удалось добиться разрешения женщинам-врачам работать в качестве ординаторов при госпиталях.
- Этот небольшой успех привёл к тому, что А. Н. Шабанова повела кропотливую работу, направленную на уравнивание в правах врачей женского и мужского пола. В 1880 году Анне Николаевне удалось добиться учреждения нагрудного знака «Женщина-врач». Дело в том, что выпускницы первых медицинских курсов после сдачи итоговых экзаменов не получали никаких документов, подтверждающих их квалификацию. По положению, знак «Женщина-врач» даровался лично императором Александром II и до 1883 года оставался единственным таким «документом».
- В отличие от мужчин, которые оканчивали академию или медицинские факультеты в звании «лекарь», а защитившие диссертацию, получали степень доктора медицины, выпускницы женских курсов ещё долго могли рассчитывать только на звание «женщина-врач». Но даже оно удовлетворяло не всех. При попытке министра внутренних дел заменить это звание на другое — «учёная акушерка», именно Анне Николаевне удалось добиться отмены этого решения, как умаляющего профессиональные достижения врачей женского пола[21].
- Начиная с 1883 года благодаря усилиям А. Н. Шабановой списки женщин-врачей стали публиковаться в ежегодном издании «Российский медицинский список»[22]. Это было первым официальным признанием прав женщин на медицинскую практику в России.
- В 1898 году А. Н. Шабанова, первая из женщин-врачей, была включена в состав редакционной коллегии вновь учреждённого научно-популярного медицинского журнала «Спутник здоровья»[23].
- Наряду с Н. В. Стасовой, А. П. Философовой, А. Н. Пешковой-Толиверовой и М. В. Безобразовой в 1895 году А. Н. Шабанова оказалась ключевой фигурой при создании «Русского женского взаимно-благотворительного общества», поставившего своей целью «объединение женщин для содействия их духовному развитию, а также улучшению их положения — материального, социального и правового»[24]. Проект устава был представлен А. Н. Шабановой и Н. В. Стасовой министру внутренних дел в марте 1895 года, а через два месяца 25 мая состоялось его Общества[25]. Его возглавил совет под председательством А. Н. Шабановой. Структуру Общества составляли:

1. Общежитие для одиноких женщин;
2. Благотворительный отдел;
3. Детский очаг — по существу, один из первых в Петербурге детских садов, который многие годы возглавляла сама А. Н. Шабанова;
4. Библиотека;
5. Касса взаимопомощи;
6. Кружок помощи детям;
7. Бюро подбора мест и занятий для женщин, ищущих труд — один из первых в России центров профориентации и трудоустройства;
8. Музыкально-литературный кружок;
9. Курсы гимнастики для детей;
10. Этический кружок;
11. Отдел избирательных прав женщин — был организован по инициативе А. Н. Шабановой в 1906 году. Он оказался ключевым в разработке правовых основ, закрепляющих политическое и гражданское равенство женщин с мужчинами. В частности Отделом, были разработаны проекты следующих законов: а) о праве на раздельное проживание супругов; б) об отдельных паспортах; в) об уравнивании наследственных прав женщин с мужчинами; г) об участии женщин в земельном самоуправлении[24].

- При самом деятельном участии А. Н. Шабановой и по её инициативе, отделом избирательных прав женщин Русского женского взаимно-благотворительного общества был подготовлен и созван Первый всероссийский женский съезд. Он прошёл в Петербурге с 10 по 16 декабря 1908 года. Главной задачей съезда было содействие «объединению женщин в одном стремлении — завоевание прав и представление картины деятельности в сфере общественной, просветительно-научной и экономической»[26].
- Чуть раньше, в 1903 году Анна Николаевна вошла в состав ежедневной общественно-политической безцензурной газеты «Слово»[27], а в 1905 году как детский врач и представитель женской организации Анна Николаевна стала членом Совета вновь созданного Союза для борьбы с детской смертностью в России[28].
- При непосредственном участии Анны Николаевны 21 апреля 1910 года был созван 1-й Всероссийский съезд по борьбе с торгом женщин и его причинами. Съезд был направлен на борьбу с проституцией в России.
- В 1912 году А. Н. Шабанова была избрана почётным членом Международного общества женщин-врачей в Америке (в 1929 году она стала членом Американской Академии социальных наук в Филадельфии).
- В том же году А. Н. Шабанову выбрали вице-президентом Всеобщего женского союза во имя мира со штаб-квартирой в Париже, а в 1913 году получила такой же пост в Международном совете женщин.
- 15 марта 1917 года усилиями Анны Николаевны был утвержден Устав Всероссийского женского союза. Иначе говоря была создана национальная феминистская женская организация России.
- С началом Первой мировой войны, уже в августе 1914 года с Высочайшего одобрения в России появились две общественно-политические организации Всероссийский земский союз и Всероссийский союз городов[29]. В их задачи входила помощь больным и раненым воинам. А. Н. Шабанова вошла в Петроградский отдел Всероссийского союза городов, став членом его отдела по оказанию помощи беженцам[30]

## Отдельные научные и литературные труды
- Шабанова А. Н. Количество мочевины, выделяемой в различных периодах детского возраста при нормальных условиях и при различной диете. — Военно-Медицинский Журнал. — СПб., 1879.
- Шабанова А. Н. Количество мочевины, выделяемой в различных периодах детского возраста при нормальных условиях и при различной диете. — Jahrbuch für Kinderheilkunde. — 1879. — Vol. XIV.
- Зольтман О. Лечение важнейших желудочно-кишечных расстройств у грудных детей : Для практ. врачей / Dr. Otto Soltmann; Пер. с нем. вр. А. Н. Шабановой. — СПб.: тип. А. С. Суворина, 1881. — 32 с.
- Шабанова А. Н. О необходимости учреждения дома попечения для хронически-больных детей. — СПб.: тип. А.С. Суворина, 1886. — 8 с.
- Шабанова А. Н. К борьбе с хроническими недугами детей : (Berk-sur-Mer). — СПб.: тип. А.С. Суворина, 1887. — 20 с.
- Шильдбах К. Г. Детская гимнастика : Руководство для родителей, учителей и дет. садовниц / К. Г. Шильдбах; Пер. с нем. А. Н. Шабановой, ассист. Дет. клиники при Жен. врач. курсах Под ред. д-ра мед. А. Руссова, преп. дет. болезней на Жен. врач. курсах. - 2-е рус. изд.. — СПб.: К. Риккер, 1887. — 100 с.
- Шабанова А. Н. Обзор деятельности Детской лечебницы в Гатчине / Читано на чрезвычайном общем собрании членов О-ва лечебницы для хронически больных детей 15 марта 1887 г. — СПб.: тип. Р. Голике, 1887. — 4 с.
- Устав Лечебницы для хронически больных детей, учрежденной в память девицы Александры Ковалевской, в г. Гатчине : Утв. 28 мая 1883 г. — СПб., 1888. — 10 с.
- Шабанова А. Н. Лечение английской болезни фосфором / Соч. А.Н. Шабановой; Из Дет. больницы принца Ольденбургского. — СПб.: тип. Я. Трей, 1889. — 42 с.
- Шабанова А. Н. О подании первой помощи в несчастных случаях до прибытия врача. — СПб.: тип. М-ва пут. сообщ., 1897. — 90 с.
- Шабанова А. Н. Попечение о хронически больных детях в России : Докл., чит. в Будапеште, 2 сент. 1899 г., на Междунар. конгр. "В защиту детей". — СПб.: тип. П. П. Сойкина, 1899. — 10 с.
- Шабанова А. Н. О натуральной оспе и о значении оспопрививания. — Спутник Здоровья. — СПб., 1899, № 10-12.
- Шабанова А. Н. О первой помощи в несчастных случаях до прибытия врача. — СПб.: тип. А.С. Суворина, 1901. — 95 с.

- Шабанова А. Н. Об учреждениях капли молока. — Россия. — 1901, № 8.
- Шабанова А. Н. Карл Андреевич Раухфус. — Харьков: Науч. мысль, 1926. — 9 с.
- Шабанова А. Н. О женских врачебных курсах. — Вестник Европы. — 1886, № 1.
- Шабанова А. Н. Два года в Гельсингфорском университете. — Вестник Европы. — 1888, № 2.
- Шабанова А. Н. О международных съездах в защиту детей. — Новое Слово. — 1890, № 11.
- Шабанова А. Н. Картинки с натуры; записки врача. — Вестник Европы. — 1894, № 1.
- Шабанова А. Н. О международных съездах в защиту детей. — Вестник Европы. — 1901, № 11.
- Шабанова А. Н. Женщина в русском сектантстве. — Женское дело. — 1910 январь 24. — С. 3-4.
- Шабанова А. Н. Очерк женского движения в России. — СПб.: Типо-лит. АО "Самообразование", 1912. — 32 с.
- Шабанова А. Н. Русское женское взаимно-благотворительное общества : в книге П. Н. Ариян[31],  Первый женский календарь на 1913 г.. — СПб., 1913. — С. 17-19.
- Шабанова А. Н. О международных женских конгрессах / Соч. Д-ра А. Н. Шабановой; Всерос. жен. союз. — Петроград: Экон. типо-лит., 1917. — 23 с.
- Шабанова А. Н. К открытию Съезда : Речь пред. Орг. комис. 1 Всерос. жен. съезда, д-ра А. Н. Шабановой. 10 дек. 1908 г. на 1 общ. собр. - Санкт-Петербург. — Владимир: типо-лит., 1908. — 5 с.
- Бюллетени Первого Всероссийского женского съезда / Ред.-изд. А. Н. Шабанова. № 1-10. — СПб.: тип. П. П. Сойкина, 1908.

## Адреса в Петербурге
Оказавшись в Петербурге, А. Н. Шабанова поселилась в доходном доме по адресу Малая Итальянская (с 1902 года ул. Жуковского), д. 38, где прожила до дня своей смерти. Расположенный на углу ул. Жуговского и Лиговского пр., почти напротив детской больницы им. К. А. Раухфуса, которой Анна Николаевна отдала более полувека, дом сохраняется и в XXI веке.